# Kiet´
Kiet´ (ros. Кеть) – rzeka w azjatyckiej części Rosji, prawy dopływ Obu. Przepływa po Nizinie Zachodniosyberyjskiej, przez terytorium Kraju Krasnojarskiego i obwodu tomskiego. Do Obu wpada dwoma ramionami: Togurskim – poniżej miasta Kołpaszewo i Narymskim w okolicy wsi Narym.
Długość – 1621 km, powierzchnia zlewni – 94,3 tys. km², średni przepływ 560 m³/s. Zamarza na okres od końca października aż do początku maja. Żeglowna na odcinku 737 km.
Główne dopływy: Soczur, Orłowka, Lisica, Małaja Kiet´, Miendiel, Jełowaja, Czaczamga, Pajdugina.
Miejscowości położone nad rzeką: Makowskoje, Ajdara, Katajga, Ust´-Oziornoje, Stiepanowka, Makzyr, Klukwinka, Biełyj Jar, Judino, Ust´-Rieczka, Rodionowka, Tipsino, Nowosiełowo, Wołkowo, Togur.

## Historia
W 1596 roku nad rzeką powstał umocniony gród i lud Ketów (Ostiaków) zamieszkujący te okolice został zobowiązany do płacenia daniny (jasaku) w postaci skórek zwierząt futerkowych.
Pod koniec XIX wieku zbudowano kanał Ob-Jenisej, łączący dopływ Kieti – rzekę Łomowatą – poprzez rzekę Kas z Jenisejem. Droga wodna nie spełniła jednak pokładanych w niej nadziei i w roku 1917 została zamknięta.